# Platylabus submarginatus
Platylabus submarginatus är en stekelart som beskrevs av Paolo Magretti 1896.
Platylabus submarginatus ingår i släktet Platylabus och familjen brokparasitsteklar. Inga underarter finns listade i Catalogue of Life.